# Mike Graham
Michael Gossett (20 de septiembre de 1951 - 19 de octubre de 2012) fue un luchador profesional estadounidense más conocido por su nombre en el ring Mike Graham. Hijo de Eddie Graham. Trabajó para diversas promociones de lucha libre profesional a lo largo de su carrera incluyendo American Wrestling Association, Championship Wrestling From Florida y Florida Championship Wrestling.
Entre sus logros destacan haber conseguido dos veces el Campeonato Mundial Semipesado de la AWA.

## Carrera
Mike fue entrenado por su padre Eddie Graham, Boris Malenko y Hiro Matsuda. Comenzó su carrera profesional en 1972, en la promoción de su padre Championship Wrestling From Florida. Graham se unió a Steve Keirn y Barry Windham, logrando diversos títulos en parejas.
En 1981, Graham luchó en la American Wrestling Association y tuvo un feudo con Buck Zumhofe por el Campeonato Mundial Semipesado de la AWA.
Regresó a la Florida en 1983, principalmente para pelear individualmente, pero volvió a hacer equipo con Steve Keirn a finales de la década. También participó en Jim Crockett Promotions. Graham volvió a la American Wrestling Association donde nuevamente consiguió el Campeonato Mundial Semipesado de la AWA.
En 1989 retornó brevemente a la Championship Wrestling from Florida donde hizo equipo con Dustin Rhodes.
En 1990 trabajó en al World Championship Wrestling como entrenador en la WCW Power Plant. En 1993, representó a su padre cuando este fue incluido en el Salón de la Fama de la WCW.  
Trabajó en la Xcitement Wrestling Federation y Turnbuckle Championship Wrestling. Ha hecho apariciones ocacionales en la Florida Championship Wrestling. 
En el año 2006, Mike trabajó junto con la World Wrestling Entertainment para la creación de un DVD sobre la vida de Dusty Rhodes el cual fue publicado el 6 de junio de 2006. Mike apareció en WWE 24/7 junto con Pat Patterson, Rhodes y  Michael "P.S." Hayes comentando sobre famosos luchadores de la década de 1980. 

## Fallecimiento
Mike Graham fue encontrado muerto el 19 de octubre de 2012 en su casa de Daytona Beach en Florida por su esposa. Al parecer la causa de muerte fue un suicidio, ya que el cadáver presentaba un orificio provocado por una herida de bala a la altura de su cabeza.

## Campeonatos y logros
- American Wrestling Association
  - AWA World Light Heavyweight Championship (2 veces)
- Championship Wrestling from Florida
  - FCW Tag Team Championship (2 veces) - con Dustin Rhodes (1) y Joe Gomez (1)
  - NWA Florida Heavyweight Championship (1 vez)
  - NWA Florida Global Tag Team Championship (1 vez) - con Scott McGhee
  - NWA Florida Tag Team Championship (16 veces) - con Steve Keirn (9), Kevin Sullivan (3), Eddie Graham (1), Ken Lucas (1), Ray Stevens (1) y Barry Windham (1)
  - NWA Florida Television Championship (2 veces)
  - NWA International Junior Heavyweight Championship (1 vez)
  - NWA North American Tag Team Championship (Florida version) (1 vez) - con Steve Keirn
  - NWA United States Tag Team Championship (Florida version) (3 veces) - con Steve Keirn
- Mid-South Sports
  - NWA Georgia Tag Team Championship (1 vez) - con Eddie Graham
- NWA Mid-America
  - NWA World Tag Team Championship (Mid-America version) (1 vez) - con Kevin Sullivan
- Pro Wrestling Illustrated
  - PWI Rookie of the Year (1972)[5]
- Southeastern Championship Wrestling
  - NWA Southeast United States Junior Heavyweight Championship (1 vez)